# تشاد أشتون
تشاد أشتون (بالإنجليزية: Chad Ashton)‏ (26 أكتوبر 1967 بدنفر في الولايات المتحدة - ) هو مدرب كرة قدم ولاعب كرة قدم أمريكي في مركز الوسط. لعب مع نادي دالاس وColorado Foxes ‏ وميلواكي وايف وDenver Thunder ‏ وكنساس سيتي كومتس ‏ وويتشاتا وينغز ‏.

## وصلات خارجية
- تشاد أشتون على موقع الدوري الأمريكي (الإنجليزية)
- تشاد أشتون على موقع قاعدة بيانات كرة القدم.إي يو (الإنجليزية)